# Jan Rajchart
Jan Rajchart (11 de mayo de 1996) es un deportista checo que compite en ciclismo en las modalidades de montaña, en la disciplina de campo a través, y ruta. Ganó una medalla de bronce en el Campeonato Mundial de Ciclismo de Montaña de 2014, en la prueba por relevos.

## Medallero internacional
| Campeonato Mundial | Campeonato Mundial            | Campeonato Mundial | Campeonato Mundial         |
| Año                | Lugar                         | Medalla            | Competición                |
| ------------------ | ----------------------------- | ------------------ | -------------------------- |
| 2014               | Hafjell/Lillehammer (Noruega) | Medalla de bronce  | Campo a través por relevos |